# محمد الامین عبید
محمد الامین عبید (انگلیسی: Lamine Abid؛ زادهٔ ۴ ژوئیهٔ ۱۹۹۱) بازیکن فوتبال اهل الجزایر است.
از باشگاه‌هایی که در آن بازی کرده‌است می‌توان به باشگاه فوتبال مولودیه الجزایر، باشگاه فوتبال صفاقسی، و باشگاه فوتبال اتحاد الحراش اشاره کرد.
وی همچنین در تیم ملی فوتبال الجزایر بازی کرده‌است.